# La Route d'Istanbul
Pour plus de détails, voir Fiche technique et Distribution.
La Route d'Istanbul est un téléfilm franco-belgo-algérien réalisé par Rachid Bouchareb et diffusé en 2016.

## Synopsis
Élisabeth part à la recherche de sa fille qui a rejoint l'État islamique en Syrie.

## Fiche technique
- Titre : La Route d'Istanbul
- Titre international : Road to Istanbul
- Réalisateur : Rachid Bouchareb
- Scénario : Rachid Bouchareb, Zoé Galeron
- Monteur : Emmanuelle Jay
- Producteur : Rachid Bouchareb, Jean Bréhat
- Photographie : Benoît Chamaillard (AFC)
- Société de production : 3B Productions, Arte France, Scope Pictures, Cofinova 12
- Langue : français
- Format : Couleurs
- Pays :  France,  Belgique,  Algérie
- Genre : Film dramatique, thriller
- Lieu de tournage : Belgique, Algérie, Turquie
- Durée : 92 minutes (1 h 32)
- Dates de sortie :
  -  Allemagne : 15 février 2016 (à la Berlinale)
  -  Belgique  France  Suisse : 22 avril 2016

## Distribution
- Astrid Whettnall : Élisabeth
- Pauline Burlet : Élodie
- Patricia Ide : Julie
- Abel Jafri : l'agent de police turc
- Fawzi B. Saichi : le rabatteur
- Bilal Aya : Kader Slimani
- Bernard Boudru : l'entraîneur
- Karim Hamzaoui : le garde-frontière
- Louisa Nehar : la Tunisienne
- Mourad Khen
- Consolate Sipérius : Christelle[1]